# Umanesimo lombardo

Pisanello, Medaglia di Pier Candido Decembrio

Per umanesimo lombardo si intende l'espressione locale della cultura umanistica lanciata da Francesco Petrarca nella seconda metà del XIV secolo e che fiorì sotto le dinastie dei Visconti e degli Sforza. La lezione petrarchesca, proseguita dal cancelliere Pasquino Capelli sul finire del XIV secolo, mise saldamente le radici grazie alla lezione di umanesimo politico di Antonio Loschi. L'umanesimo lombardo, oltre alla sua dimensione "politica", fu caratterizzato anche da una cultura cosmopolita, connotata da tinte ora filologiche (Uberto e Pier Candido Decembrio), ora religiose (Antonio da Rho), ora pedagogiche (Gasparino Barzizza). Con l'avvento della dinastia sforzesca e il mutamento culturale della seconda metà del XV secolo, periodo in cui il movimento umanista si "istituzionalizzò" nelle corti e si ridusse a puro ornamento del potere costituito, la Milano letteraria subì inizialmente l'influsso dell'umanista cortigiano Francesco Filelfo, ultima espressione di quell'umanesimo classico che lasciò il passo, sotto i regni di Galeazzo Maria e di Ludovico il Moro, ad un umanesimo propenso alla rivalutazione del volgare.

## Petrarca a Milano

### La produzione meneghina

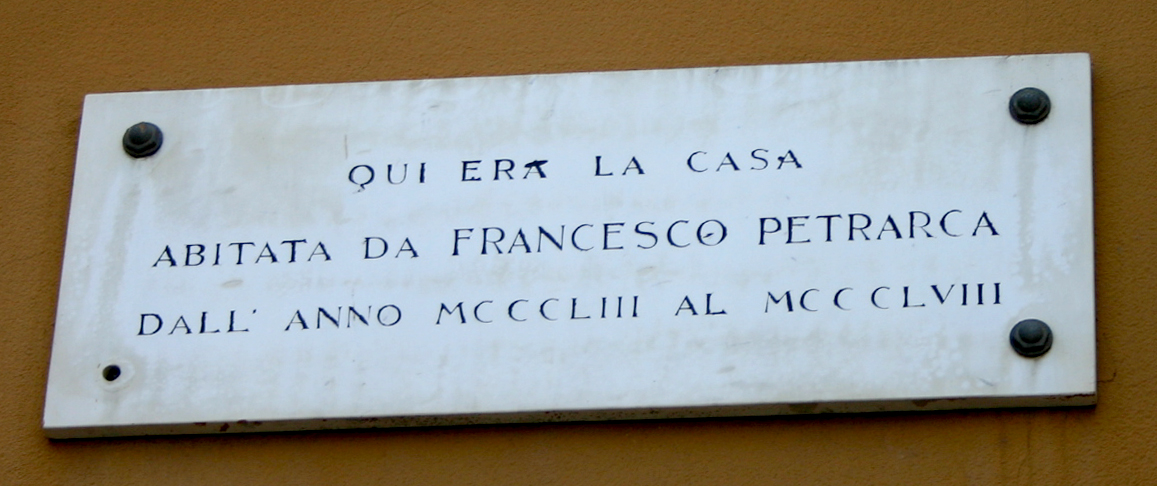
Targa commemorativa posta all'ingresso di Via Lanzone (Milano), davanti alla Basilica di Sant'Ambrogio.

Francesco Petrarca, dopo il definitivo abbandono ad Avignone nel 1353, accolse l'invito di Giovanni Visconti, arcivescovo di Milano, a risiedere presso la sua corte meneghina. Nella città lombarda, Petrarca risiedette per circa otto anni in città, dal 1352 al 1360, durante i quali l'Aretino visse in uno stato di relativa quiete e sicurezza economica nella sua casa vicino a Sant'Ambrogio. Da questo locus amoenus avviò il suo progetto di delineare una "filosofia umanistica", improntata ad un impregnamento stoico-cristianeggiante, con cui lanciare la rinascita dei valori del mondo classico al servizio della morale umana e più specificamente cristiana. In quest'ottica, la produzione milanese del Petrarca si concentrò nella stesura delle Familiares, nel completamento delle opere morali iniziate a Valchiusa (De vita solitaria, Secretum, De otio religioso), nell'iniziarne di nuove (il De remediis utriusque fortunae) e nella diffusione dei suoi ideali presso le varie località che visitava.

## Capelli e il "proto-umanesimo"

### Pasquino Capelli

#### Il ponte tra Petrarca e l'umanesimo lombardo
A Milano, benché fosse rimasto per un periodo non estremamente lungo, l'ideale culturale del Petrarca trovò in Pasquino Capelli (1340-1398), segretario ducale sotto Gian Galeazzo Visconti a partire dal 1385, un erede appassionato della cultura umanista (conobbe Petrarca durante il suo soggiorno a Milano) che cercò di diffonderla attraverso gli intellettuali che operavano presso la corte viscontea facendo loro consultare i codici di Petrarca e di Boccaccio che possedeva nella sua biblioteca privata. Intorno al Cappelli, così, si riunirono Matteo d'Orgiano, Giovanni Manzini e Antonio Loschi mentre, per il suo entusiasmo nei confronti del movimento umanista, entrò presto in contatto con Coluccio Salutati, il potente cancelliere della Repubblica di Firenze. Insomma, Pasquino Capelli (che finirà tragicamente in carcere per un presunto tradimento) fu il tramite tra Petrarca e la nuova generazione di umanisti, benché il suo ruolo di "guida" non fosse alla pari con quello del Salutati nel Convento di Santo Spirito a Firenze:
(Bueno de Mesquita)

## L'umanesimo visconteo: gli albori e la diffusione (1400 ca - 1447)

### La nascita (1400-1412) e i tratti distintivi

#### L'umanesimo comeinstrumentum regnidi Gian Galeazzo Visconti e Giovanni Maria

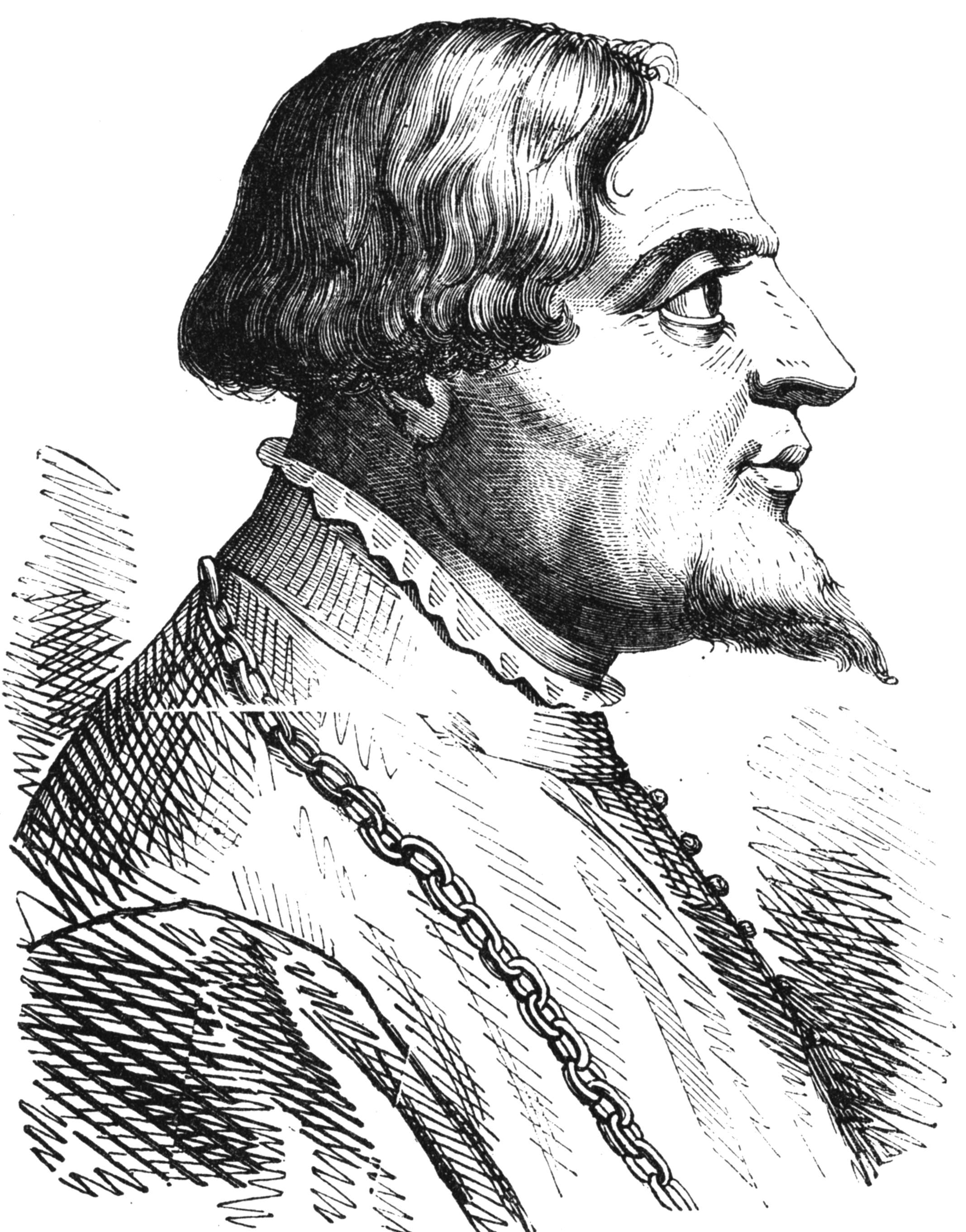
Incisione ottocentesca raffigurante Gian Galeazzo Visconti, primo duca di Milano.

Tra gli anni '90 del XIV secolo e i primissimi del XV, la capillare diffusione della cultura umanista in tutta la Penisola italiana attecchì anche nel territorio del Ducato di Milano. Il Capelli aveva favorito, su iniziativa privata, la diffusione dell'umanesimo tra i colti e gli eruditi, senza però ricevere subito un aiuto concreto da parte delle istituzioni governative ducali. Quando Gian Galeazzo Visconti, però, si accorse dello straordinario potere ideologico propagandistico che l'umanesimo poteva offrire alla causa statale e della preparazione culturale dei suoi esponenti, decise di proteggerlo e di finanziarne gli esponenti (in primis il vicentino Antonio Loschi). Innanzitutto, promosse lo sviluppo dello Studium di Pavia (fondato nel 1361 da Carlo IV di Boemia) e arricchì notevolmente la biblioteca ducale di Pavia con manoscritti provenienti da quella dei Carraresi di Padova (il che fece confluire numerosi codici del Petrarca, morto in territorio padovano, in territorio lombardo). La politica culturale di Gian Galeazzo, il quale vedeva soltanto nell'umanesimo uno strumento di affermazione politica, ebbe come scopo il potenziamento culturale del ducato, innervando ogni risorsa ed energia all'interno della "capitale culturale" del suo Stato, cioè Pavia. D'altro canto, Gian Galeazzo promosse Loschi quale successore di Capelli alla carica di segretario ducale. In quanto ex allievo di Salutati, Loschi ne aveva conosciuto le basi ideologiche su cui l'anziano cancelliere fiorentino costruì la florentina libertas e perciò era il più adatto per contrattaccare il vecchio maestro e la sua esaltazione della repubblica con una celebrazione del regime ducale visconteo. Gli sforzi del Loschi trovarono la massima espressione nell'Invectiva in Florentinos del 1397. Successore del Loschi come cancelliere ducale (1407) fu Uberto Decembrio, chiamato a questa carica dal nuovo duca Giovanni Maria Visconti. Il Decembrio seguì la scia del predecessore nel diffondere l'ideologia politica ducale, maturando posizioni di pensiero che confluiranno in un trattato, il De Republica (1422), in cui si sostiene la superiorità del principato sulla repubblica perché governato da un solo uomo.

#### La protezione della Chiesa

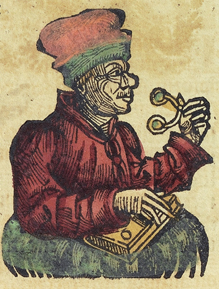
Michel Wolgemut-Wilhelm Pleydenwurff, Manuele Crisolora in un'illustrazione dalle cronache di Norimberga, 1493.

La dinastia viscontea non fu soltanto l'unica a favorire la penetrazione dell'umanesimo nel Ducato. Tra il ducato di Gian Galeazzo e quello di Filippo Maria, infatti, si succedettero sulla cattedra ambrosiana uomini dotti ed entusiasti patroni della cultura umanista: Pietro Filargis (futuro Alessandro V), Bartolomeo Capra e Francesco Piccolpasso, infatti, intrattennero rapporti epistolari con Salutati, Leonardo Bruni, Poggio Bracciolini, Enea Silvio Piccolomini e molti altri. Inoltre, favorirono l'ingresso nell'élite culturale viscontea stranieri quali Antonio Panormita e Lorenzo Valla, dando così all'umanesimo lombardo un sapore cosmopolita. Il rapporto con l'umanesimo non si fermò soltanto al solo aspetto mecenatistico: gli stessi prelati furono ricercatori e scopritori di nuovi codici e manoscritti. Nella seconda metà del 1421, il vescovo di Lodi Gerardo Landriani scoprì nella biblioteca capitolare della cattedrale di Lodi il De oratore e il Brutus di Cicerone, prontamente inviati all'umanista Gasparino Barzizza; Bartolomeo Capra, invece, scoprì la Rethorica e la Dialectica di Agostino d'Ippona.

#### La diffusione del greco antico
Altro merito dell'umanesimo lombardo fu la precoce diffusione del greco antico, grazie alla presenza di Emanuele Crisolora, importante diplomatico ed erudito bizantino attivo tra il XIV e il XV secolo in Italia per perorare, presso i potentati italiani e il papa, la causa dell'Impero Bizantino contro la minaccia ottomana. Dopo un soggiorno fiorentino, il Crisolora giunse a Pavia nel 1400 ove, ospite di Gian Galeazzo, si accinse (tra il 1400 e il 1403-04) alla traduzione in latino della Repubblica di Platone, affiancato in questo da Uberto Decembrio. Nonostante fosse rimasto breve tempo in Lombardia, Crisolora lasciò agli umanisti lombardi i suoi Erotemata, compendi di grammatica e lessico greco che circolavano già a partire dai primi anni del XV secolo e che permisero ai latinisti occidentali di apprendere e perfezionare poi la loro conoscenza del mondo ellenico.

### Il patronato di Filippo Maria (1412-1447)

#### Il circolo intellettuale e la Biblioteca ducale di Pavia

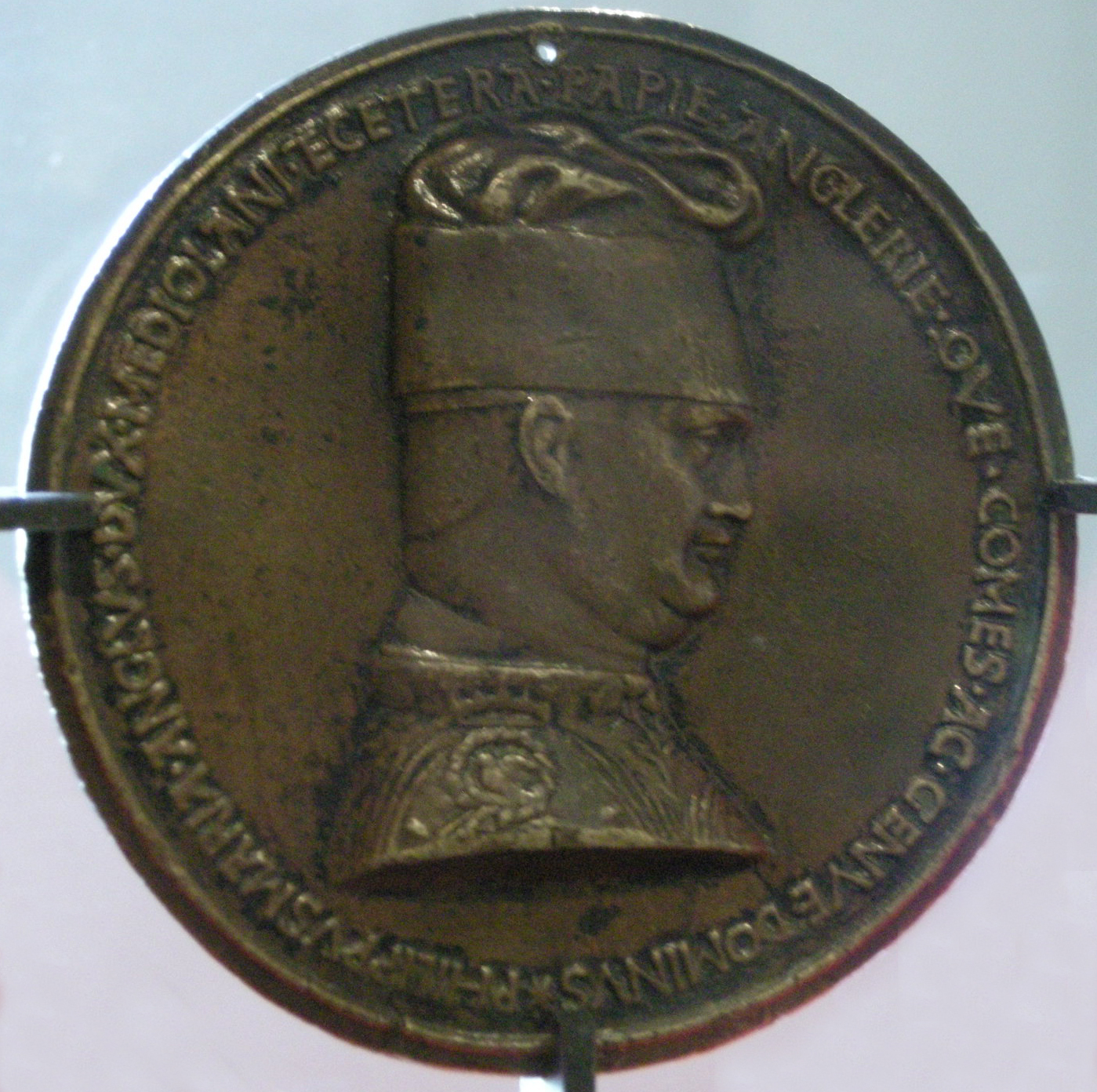
Recto della medaglia con ritratto di Filippo Maria Visconti, Duca di Milano, opera del Pisanello, conservata nel medagliere della Pinacoteca del Castello Sforzesco di Milano.

Filippo Maria Visconti (1412-1447), nel suo trentennale regno, non si occupò soltanto di politica e di guerre. Seguendo la politica del padre Gian Galeazzo, il nuovo duca iniziò subito, fin dall'inizio del suo governo, a proteggere gli umanisti che si erano ormai stabiliti entro i confini del Ducato, favorendone la collaborazione col potere centrale. Il nuovo duca, al contrario del padre che aveva solo intuito la portata politico-ideologica dell'umanesimo, si dimostrò perlomeno interessato alle sue novitates. Benché non fosse un umanista lui stesso, il Duca continuò a proteggere e a potenziare lo Studium pavese e a circondarsi di un gruppo di umanisti perché giovassero al prestigio della dinastia viscontea.
Altra opera meritoria di Filippo Maria nel campo della cultura fu il riordinamento e il potenziamento della Biblioteca ducale di Pavia avviata dal padre Gian Galeazzo. Nel 1426, infatti, furono conclusi i lavori di ammodernamento e potenziamento della Biblioteca (che contava, all'epoca, 998 codici acquisiti da Gian Galeazzo, da Filippo Maria e altri sequestrati a Barnabò Visconti, a Pasquino Capelli e, come già ricordato prima, ai Carraresi di Padova), in cui si potevano trovare manoscritti non soltanto legati alla cultura classica (Tito Livio, Svetonio, Seneca), ma anche alla letteratura occitanica e a quella volgare toscana del '300.

#### Pier Candido Decembrio

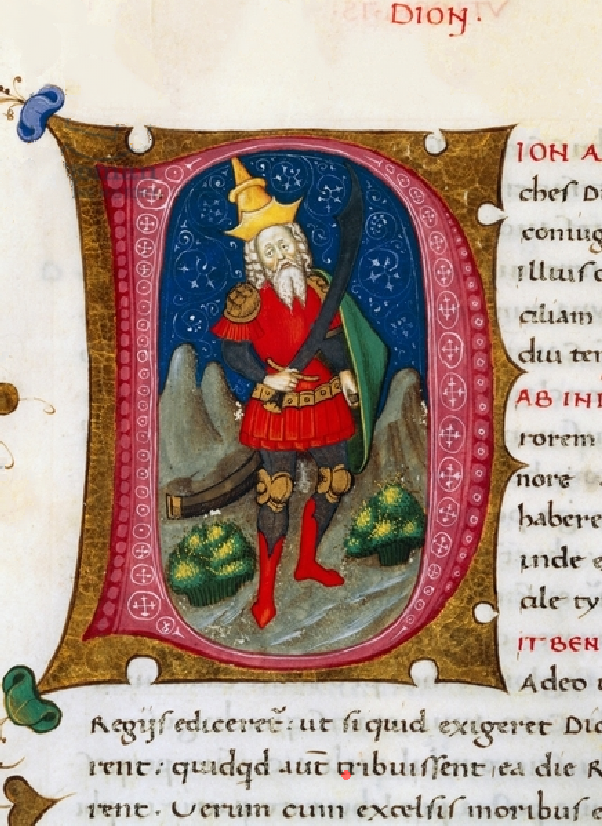
Lettera decorata medievale, raffigurante Dione di Siracusa; nel libro "virorum Plutarchi" di Pietro Candido Decembrio: cod CCXXXIX, 153.

Pier Candido Decembrio (1398-1477) fu uno dei massimi esponenti dell'umanesimo lombardo. Eclettico e versatile sia nelle scienze che nella vita pubblica, il figlio di Uberto svolse un ruolo fondamentale alla corte di Filippo Maria Visconti, del quale fu segretario dal 1419 al 1447, anno della morte del duca. L'opera umanistica del Decembrio, infatti, si indirizzò verso plurime direttrici: quella dell'esaltazione del potere ducale (pubblicazione, nel 1447, della Vita Philippi Mariae Vicecomitis, basata su una rielaborazione delle Vite di Plutarco e Svetonio; orazione funebre del condottiero Niccolò Piccinino nel 1444); quella del filone delle traduzioni dal greco al latino (di cui la più famosa fu senz'altro il completamento del De Repubblica di Platone, iniziato dal padre e dal Crisolora); quella della lirica e dell'epistolario. Inoltre, fu lui a riconoscere la paternità del De Bello Gallico a Giulio Cesare, e non ad un fantomatico Giulio Celso e a scoprire i Commentarii de Alexandri Magni gestis. Insomma, l'opera del Decembrio si consolidò in un già avviato primo umanesimo lombardo, maturando quella dedizione della cultura umanista verso ogni aspetto della cultura e dell'animo umano:
(Cappelli, p. 238)

#### Antonio da Rho
La figura del Decembrio è sicuramente la principale del regno di Filippo Maria, per l'ingegno e la versatilità di pensiero. Non bisogna però dimenticare che, oltre al Decembrio, gravitavano intorno alla corte del Visconti altri umanisti dalle notevoli qualità. In primo luogo, il frate francescano Antonio da Rho (1398-1450/53), che servì il duca come consigliere culturale e ambasciatore e fu amico dello stesso Decembrio. Antonio, esempio raro di religioso entrato in contatto con la cultura umanista, viene ricordato principalmente per il De imitatione eloquentiae (1430-1433) e i libri del Dialogus in Lactantium (dedicato ad Eugenio IV nel 1443), opere di cui la prima è una grande enciclopedia dal sapore eruditico, mentre la seconda è un attacco contro lo scrittore cristiano del IV secolo Lattanzio a favore di san Girolamo. Nonostante fosse in rapporti amichevoli con Lorenzo Valla, questi non esitò ad attaccare il De imitatione per le vistose manifestazioni di un lessico e di una sintassi ancora vicina al latino medievale.

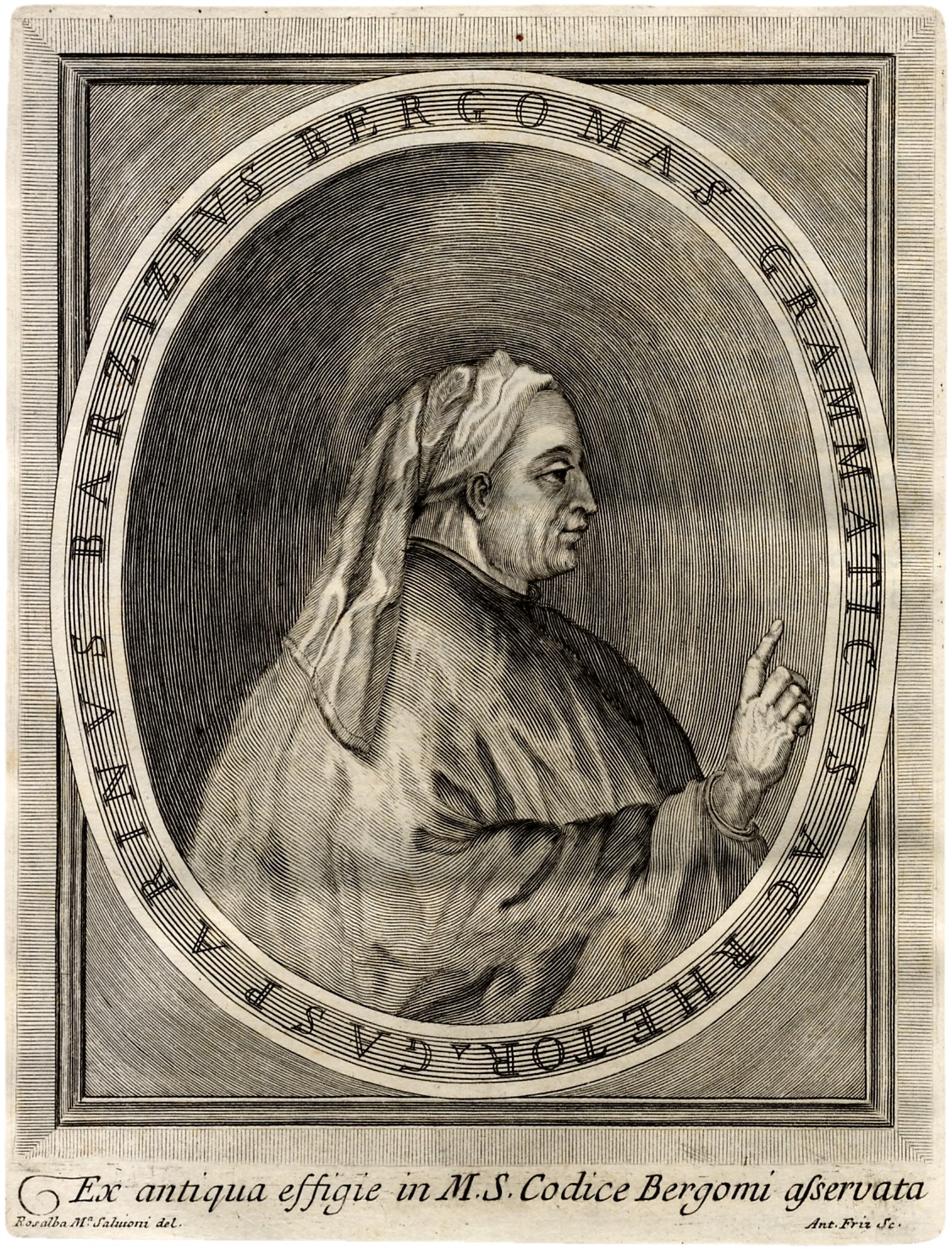
Gasparino Barzizza, in un'incisione tedesca del 1723

#### Gasparino Barzizza
Gasparino Barzizza (Bergamo 1360? - Milano, 1431), celebre docente di retorica, uomo dalla vastissima cultura e uno dei primi esempi di pedagogista umanista, ebbe una vita raminga e poco stabile. Dopo aver insegnato nei territori della Serenissima (a Padova risiedette dal 1408 al 1421), fu chiamato a Milano da Filippo Maria Visconti nel 1421. L'ormai anziano umanista, durante quest'ultima fase della sua vita, ebbe un ruolo fondamentale per l'analisi del Codex laudense scoperto dal vescovo Landriani contenente il De Oratore e Brutus di Cicerone, in quanto il Barzizza possedeva già a suo tempo un altro esemplare, da lui annotato con varie glosse già precedentemente. Davanti alla scoperta di un nuovo codice esemplare, il Barzizza operò una revisione filologica volta all'emendatio (cioè alla correzione degli errori presenti nei codici in possesso del filologo) e alla collatio (il confronto tra le versioni di un testo presenti nei vari codici).

## L'età Sforzesca: l'apogeo cortigiano

### Francesco Sforza

#### Premesse
Dopo la breve parentesi della Repubblica Ambrosiana (1447-1450), il condottiero Francesco Sforza, approfittando della debolezza della repubblica che l'aveva assoldato, entrò in Milano nel febbraio del 1450, conquistandosi l'animo dei nuovi sudditi grazie al matrimonio con la figlia di Filippo Maria, Bianca Maria, e adottando una politica liberale e sensata che assicurò allo stremato ducato un quarantennio di pace (Pace di Lodi, 1454). Seguendo la politica del suocero, il duca Francesco (1450-1466) favorì la penetrazione dell'umanesimo nel suo Stato, di cui il principale esponente fu Francesco Filelfo.

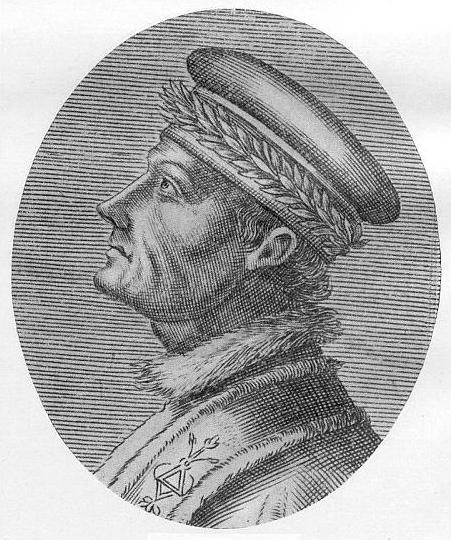
Incisione di Francesco Filelfo, estratta da Alfred Gudeman, Imagines philologorum, Berlin/Leipzig 1911, S. 2.

#### Francesco Filelfo
Marchigiano, allievo di Gasparino Barzizza e amico dei pedagoghi Guarino e Vittorino da Feltre, il Filelfo fu il classico umanista cosmopolita e apolide pronto a cambiare partito e a porsi al fianco del potente di turno. Allievo a Venezia prima (1417) e studente di greco a Costantinopoli (1417-1428, durante i quali sposerà Teodora, figlia di Giovanni Crisolora), docente presso lo Studium fiorentino (1428-1434) per 200 fiorini annui. Dopo aver abbandonato, secondo l'opinione di Vespasiano da Bisticci, Firenze per violenti contrasti con i Medici (si pensa al progetto di omicidio ordito da Cosimo de' Medici nei suoi confronti), Filelfo si rifugerà a Siena. Nel 1438 andrà a Milano, ove risiederà fino al 1475. Sostenitore dello Sforza (al contrario del Decembrio, che fu partigiano della Repubblica Ambrosiana), il Filelfo "milanese" si caratterizzò per una produzione letteraria cortigiana ed erudita (celebrazione del duca con la Sphortias, poema epico basato sul modello virgiliano e rimasto incompiuto; le Odae, liriche ispirate a quelle oraziane, inneggiano alla stabilità del regime principesco contro il caos delle repubbliche), volta alla conquista di una solida posizione sociale grazie ai favori della dinastia regnante. Divenuto cortigiano di Sisto IV nel 1474, Filelfo si scontrò anche con il pontefice, accettando alla fine l'invito fattogli da Lorenzo il Magnifico di insegnare greco. Morì il 31 luglio 1481 a Firenze, ove verrà sepolto.

#### Altri umanisti
Il duca Francesco, convinto dell'importanza degli studia humanitatis, s'incaricò di dare ai figli un'istruzione di prim'ordine, convocando alla sua corte alcuni celebri umanisti perché rivestissero l'incarico di precettori. Il principale di questi fu Guiniforte Barzizza (1406-1463), figlio di Gasparino. Guiniforte si dimostrò fin dall'infanzia un genio precoce: appena ventenne insegnava filosofia morale a Pavia. Espertissimo in greco e in latino (ma anche in filologia volgare e critica letteraria come commentatore dell'Inferno dantesco), venne chiamato da Bartolomeo Capra a Novara perché tenesse un corso su Terenzio e sul De Officiis di Cicerone. Nel 1444, dopo un soggiorno aragonese, divenne professore di retorica a Milano per poi assumere, nel 1457, l'incarico di precettore di Galeazzo Maria Sforza e della sorella di lui, la promettente Ippolita Maria. Legato esclusivamente all'educazione della principessa fu il bizantino Costantino Lascaris (1434-1501), che le impartì il greco e scrisse per lei degli Erotèmata sul modello di Emanuele Crisolora.

### Tra Galeazzo Maria e Ludovico il Moro

#### Letteratura cortigiana tra classicismo e volgare

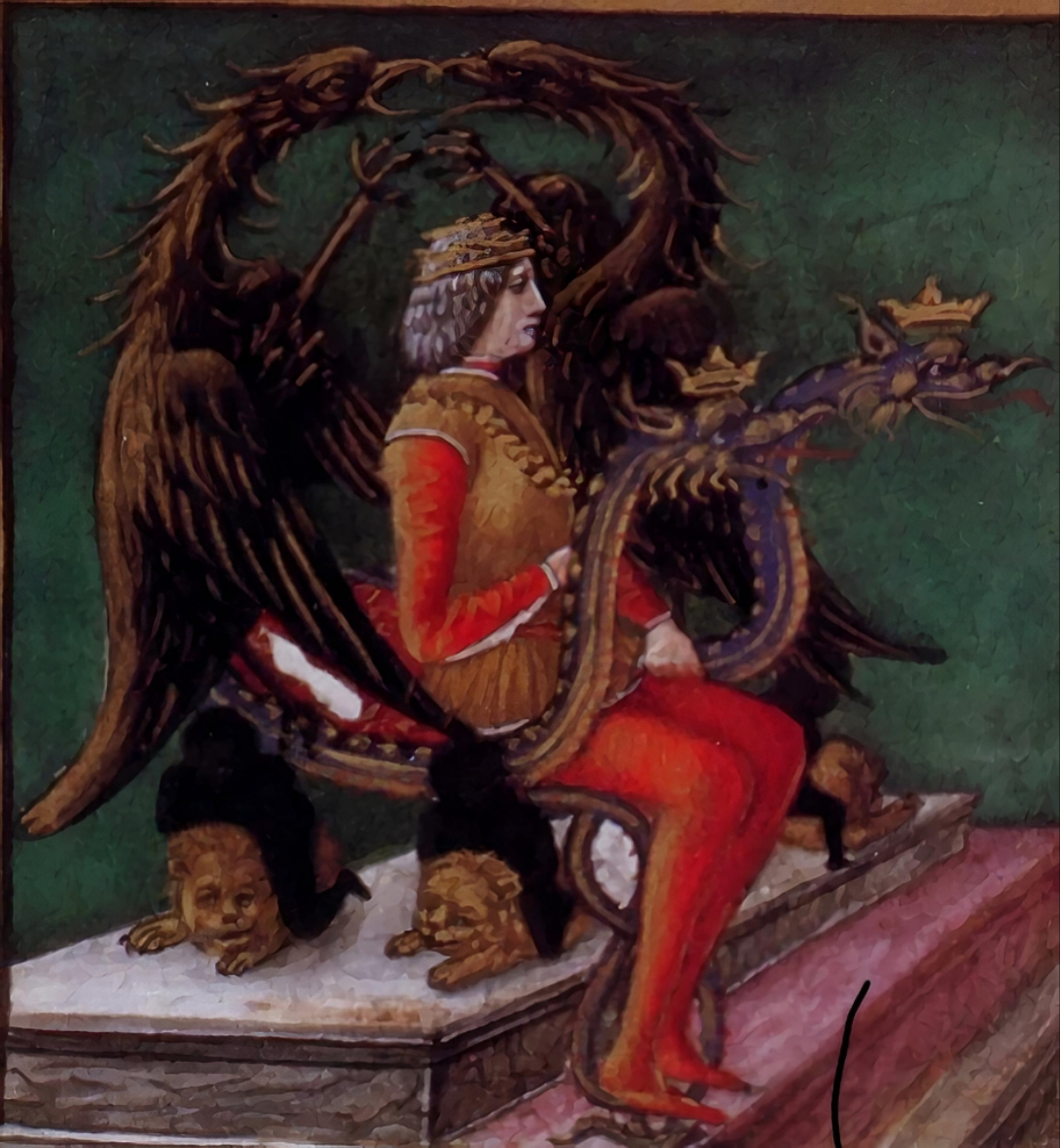
Miniatura di Ludovico in trono dall'Epithalamium carmen scritto da Paolo Bernardino Lanterio in occasione delle nozze

Tra le signorie di Galeazzo Maria (1466-1476) e quella di Ludovico il Moro (reggente tra il 1480 e il 1494 per l'inetto nipote, Gian Galeazzo Maria, e dal 1494 al 1500 Duca de jure), l'umanesimo divenne puro e semplice ornamento del potere centrale. Non che prima l'utilizzo della letteratura fosse diverso, ma personaggi del calibro di Guiniforte e del Decembrio erano dotati di uno spessore umano ed intellettuale che valicava le mura del Castello di Porta Giovia, avendo uno spessore internazionale e scientificamente riconosciuto presso i dotti e i circoli esterni al Ducato. Sotto le signorie dei figli di Francesco Sforza, l'arte e la letteratura assumono connotati sfarzosi ed elitari, volti alla celebrazione del potere assoluto e alla glorificazione del principe.

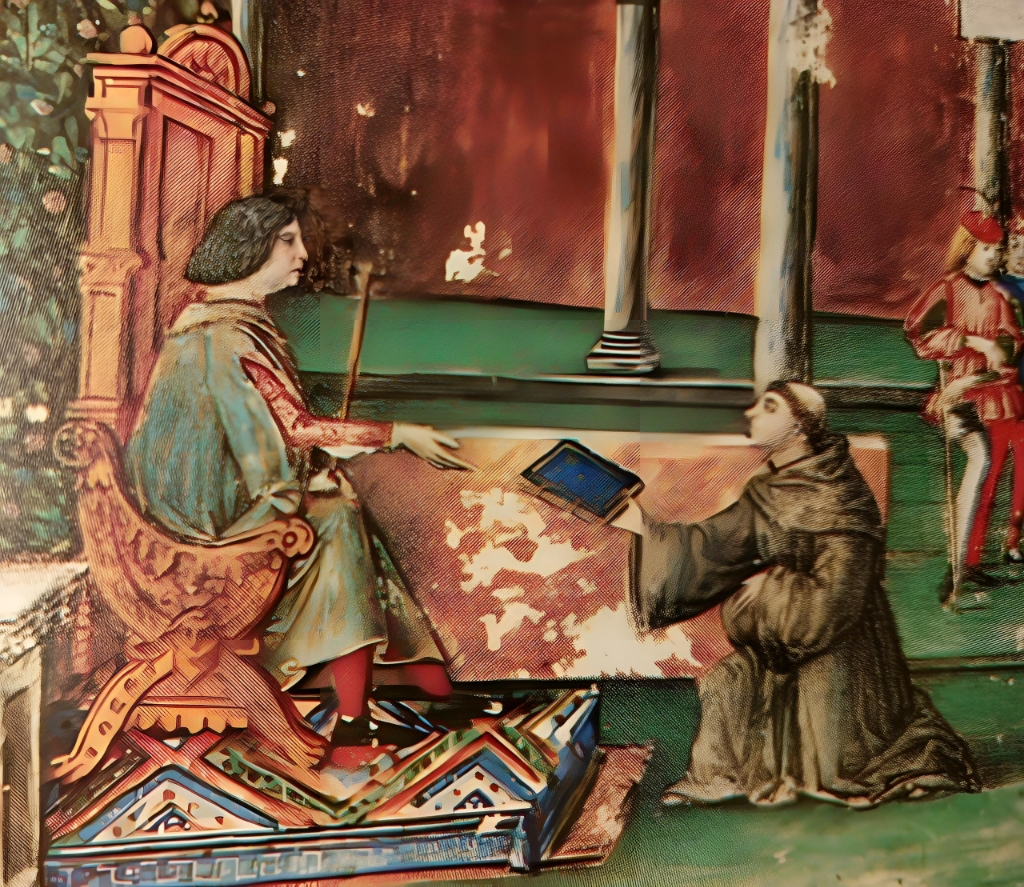
Bernardino Trevisano presenta il suo Commentarius in quatuor libros metereologicos Aristotelis a Ludovico

In questo clima festoso, il connotato prettamente classicista dell'umanesimo originario (che in Lombardia, come si è visto, non attecchì mai totalmente, visto l'interesse per la letteratura cavalleresca e volgare) perde definitivamente il posto in favore di un umanesimo frutto della sintesi tra volgare e mondo antico. Se Ludovico favorì la letteratura in lingua latina, sua moglie, Beatrice d'Este, ebbe larga parte nel determinare l'affermazione di una letteratura vernacolare, radunando attorno a sé un circolo di poeti prettamente volgari, quali Vincenzo Calmeta, Serafino Aquilano (inizialmente al servizio del cardinale Ascanio, fratello di Ludovico), Antonio Cammelli (detto il Pistoia), Gaspare Ambrogio Visconti, Niccolò da Correggio, Benedetto da Cingoli, Antonio Fileremo Fregoso e, brevemente, il fiorentino Bernardo Bellincioni (rimatore legato alla tradizione comica toscana). Ludovico, d'altra parte, incentivò più che altro opere storiografiche, mentre fu solo con l'avvento di Beatrice che la poesia e il teatro (risorto proprio a Ferrara) poterono conquistarsi un posto di rilievo a Milano.

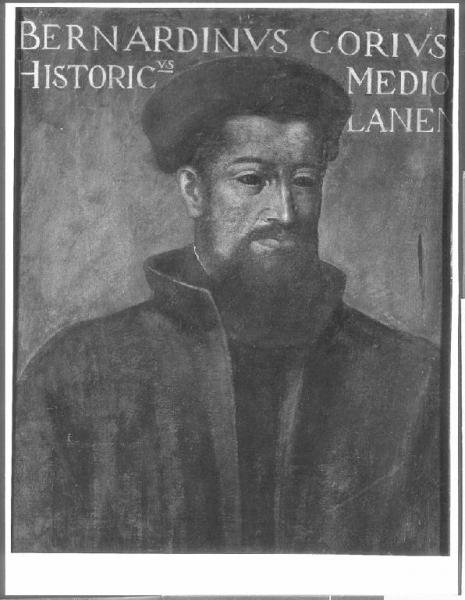
Antonio Maria Crespi (1580-1630), Ritratto di Bernardino Corio, olio su tela, 51x60 cm, Milano, Pinacoteca Ambrosiana.

Altri letterati che lavorarono al servizio del Moro furono: l'ateniese Demetrio Calcondila, docente di greco e traduttore di alcune opere letterarie, Francesco Tanzio Cornigero, Lancino Curti, Piattino Piatti, Giorgio Merula, Luca Pacioli e Franchino Gaffurio.

#### LaHistoria Patriaedi Bernardino Corio
Un paragrafo a parte merita l'opera storiografica dell'intellettuale milanese Bernardino Corio (1459-1519?). Il Corio, protetto dagli Sforza, scrisse tra il 1485 e il 1503 la Historia Patriae che narra in, sette parti, le origini del potere ducale sforzesco dall'ascesa di Francesco (1450), fino alla cattura del Moro in seguito all'assedio di Novara (1500). Oltre a ricostruire la narrazione degli eventi della città e del ducato dalle origini a quei giorni, si impegna a celebrare la figura di Francesco Sforza, padre di Ludovico, legittimandone la successione al ducato di Milano e nel contempo la propria figura.
Scritta in volgare, il Corio si pone nella scia della storiografia lombarda tracciata dal Decembrio prima e dal Filelfo poi. L'opera del Corio infine, benché sia gravata da numerosi difetti metodologici ed espositivi (abbandono della narrazione per seguire i fatti di costume; interruzione della narrazione per seguire vicende minori; affidamento ad un'unica tipologia di fonti; abbandono al panegirico), ha avuto un successo notevole nel corso del XVI secolo e dei successivi, grazie al nozionismo cronachistico degli eventi in costume, delle leggi e della vita sociale della Milano sforzesca.

### Esplicative
1. ↑  Petrarca aveva ricevuto l'invito, da parte della Signoria fiorentina, di recarsi a Firenze per ricoprire la cattedra dello Studium fondato da lì a pochi anni (1347). In cambio, la Signoria gli avrebbe rievocato la confisca dei beni paterni avvenuta nel 1304, quando il padre del poeta, Ser Petracco, fu esiliato insieme ai restanti guelfi bianchi. Questa sollecitazione della Signoria, favorita dagli amici fiorentini del Petrarca (Zanobi da Strada, Lapo da Castiglionchio e, specialmente, Giovanni Boccaccio), si tradusse poi in sdegno profondo quando si venne a sapere che il "fiorentino" Petrarca aveva accettato invece l'invito del nemico mortale di Firenze, Giovanni Visconti.
2. ↑  L'interesse nei confronti della letteratura toscana del XIV secolo, in special modo delle "tre corone fiorentine" Dante, Petrarca e Boccaccio, si rivelò dagli studi di Guiniforte Barzizza il quale, oltre a possedere una copia del Canzoniere petrarchesco, iniziò nel 1438 un commento alla Divina Commedia, si veda Cappelli, p. 238.
3. ↑  Borsa, p. 369 sconfessa chi sosteneva che, durante l'Aurea Repubblica Ambrosiana, il Decembrio desiderasse una forma repubblicana in quanto «da tutti i suoi scritti traspare invece quello che veramente è l'ideale dei più fra i letterati di quel secolo: una corte principesca ed un mecenate per favorire gli studi».
4. ↑  Raro perché la stragrande maggioranza degli umanisti erano laici e provenivano dal saeculum. Se si vuole trovare un altro frate-umanista, necessariamente bisogna far riferimento al frate camaldolese Ambrogio Traversari, fiorentino.

### Bibliografiche
1. ↑  Wilkins, p. 155.
2. ↑  Petrarca, p. 157
«Infrattanto io sono alloggiato all'estremo ponente della città, presso la basilica di Santo Ambrogio»
3. ↑  Wilkins, p. 157.
4. ↑  Cappelli, pp. 36-39.
5. ↑  Ferroni1, p. 10.
6. ↑  Wilkins, p. 165.
7. 1 2 3 4  Bueno de Mesquita.
8. 1 2  Cappelli, p. 228.
9. ↑  Tateo, p. 83: «Lo sviluppo dell'umaneismo nel ducato di Milano è il tipico esempio di una cultura promossa e sostenuta da un principe, e vivente soprattutto in funzione dei suoi disegni politici».
10. ↑   Cenni storici dell'Università di Pavia, su www-4.unipv.it. URL consultato il 24/1/2015.
11. 1 2 3  Gamberini.
12. 1 2 3  Cappelli, p. 230.
13. 1 2  Viti 2006.
14. ↑  Cfr. Antonio Loschi
15. 1 2 3 4  Tateo, p. 84
16. ↑  Viti 1987b.
17. ↑  Hankins, p. 110:

(inglese)
«Whatever motives may have brought the first Latin Republic into being in 1402, it is clear that by the time Uberto composed his own dialogues De republica libri IV around 1420 he was reading the work as a justification of signorial government.»

(italiano)
«Qualunque fossero i motivi che possono aver portato alla prima versione latina della Repubblica nel 1402, è chiaro che da quel momento Uberto compose i propri dialoghi De republica libri IV intorno al 1420 mentre egli stava leggendo l'opera come una giustificazione del governo signorile.»
18. ↑  Cappelli, p. 229.
19. ↑  Si veda a tal proposito l'articolo di Scarcia Piacentini e la magistrale monografia di Sabbadini, Le scoperte dei codici latini e greci nel XV secolo, p. 100: «Nella seconda metà del 1421 Gerardo Landriani vescovo di Lodi rinvenne nell'archivio della sua cattedrale un codice di Cicerone....Il Landriani non sapeva decifrare quel codice, e per mano di Giovanni Omodei lo mandò a Milano a Gasparino Barzizza...»
20. ↑  Si veda la biografia a cura di Sabbadini 1931 per l'Enciclopedia italiana.
21. ↑  Cappelli, p. 409.
22. ↑  Cappelli, p. 410.
23. ↑  Simonetta, p. 45
24. ↑  Cappelli, p. 233.
25. ↑  Percival, p. 109
26. ↑  Soldi Rondinini, Filippo Maria Visconti: «Sappiamo come, pur avendo avuto un'educazione negli studia humanitatis, non li tenne in grande considerazione, il che ha determinato per sempre il giudizio negativo sulla sua cultura».
27. ↑  Soldi Rondinini.
28. 1 2 3 4   Maria Grazia Tolfo, Storia di Milano - La problematica storia della miniatura lombarda, su storiadimilano.it, 2002. URL consultato il 26/1/2015.
29. ↑  Albertini Ottolenghi, p. 39; p. 47
30. ↑  Si veda, seppur datato, l'ottimo articolo di Borsa. Anche Tateo, p. 84 ricorda Pier Candido come «uno dei personaggi più notevoli dell'umanesimo lombardo».
31. 1 2  Viti 1987a.
32. ↑  Cappelli, p. 241.
33. ↑  Tateo, p. 85
34. ↑  Cappelli, p. 240.
35. ↑  Cappelli, p. 239.
36. ↑  Sabbadini, p. 102
37. 1 2  Fubini.
38. 1 2 3 4 5  Cappelli, p. 237.
39. ↑  Bisanti, p. 44
40. 1 2   Gasparino Barzizza, su treccani.it, Treccani. URL consultato il 28 giugno 2015.
41. 1 2  Cappelli, p. 156.
42. ↑  Cappelli, pp. 156-157.
43. 1 2 3  Cappelli, p. 243.
44. ↑  Tateo, p. 86:
«....Francesco Filelfo, che può considerarsi l'esempio più tipico dell'opportunismo così diffuso fra i letterati, dello spirito polemico che animava l'ansiosa ricerca del successo, e della facile versatilità posta al servizio delle circostanze.»
45. ↑  Robin, p. 209
46. ↑  Robin, p. 214
47. ↑  Robin, p. 216
48. ↑  Cappelli, p. 244.
49. ↑  Bianchini, p. 16
50. 1 2 3  Viti 1997.
51. ↑  Cappelli, p. 248.
52. ↑  Non a caso anche Bianchini, p. 27 rievoca la funzione "cortigiana" dei Carmina/Odae, dicendo che «la più parte [sono] dedicate a elogiare principi e alti personaggi».
53. ↑  Bianchini, p. 18
54. 1 2  Bianchini, p. 19
55. ↑   Ippolita Maria Sforza, su treccani.it, Treccani. URL consultato il 28 giugno 2015.
56. ↑   Costantino Lascaris, su treccani.it, Treccani. URL consultato il 28 giugno 2015.
57. ↑  Il Decembrio e Guiniforte erano in contatto con Poggio Bracciolini, Leonardo Bruni, Guarino Veronese, Vittorino da Feltre, Lorenzo Valla e altri umanisti della penisola, intrattenendo con loro legami che esulavano anche dalle semplici mansioni affidategli dal duca.
58. ↑  Basti pensare all'elitarismo sviluppatosi sotto la reggenza e il ducato del Moro, quando Leonardo fu impiegato per la realizzazione scenica della Festa del Paradiso, rappresentazione scenica scritta e messa in mostra nel 1491 in onore del matrimonio tra Gian Galeazzo Maria ed Isabella d'Este.
59. 1 2   Luisa Giordano, Beatrice d'Este (1475-1497), vol. 2, ETS, 2008,  pp. 179-194, ISBN 9788846720573.
60. ↑   Serafino Aquilano, su treccani.it, Treccani. URL consultato il 28 giugno 2015.
61. ↑   Bernardo Bellincioni, su treccani.it. URL consultato il 28 giugno 2015.
62. ↑   Rassegna critica della letteratura italiana, Volumi 1-3,  pp. 144-145.
63. ↑   Società Storica Vigevanese, Ludovicus dux: l'immagine del potere, Diakronia, 1995,  pp. 66-87.
64. ↑   Demetrio Calcondila, su treccani.it, Treccani. URL consultato il 27/1/2015.
65. ↑  Benzoni.
66. 1 2 3 4  Petrucci.